# Måsvingedörr
Måsvingedörrar är en typ av bildörr som öppnas uppåt. 
De användes första gången 1952 på racingversionen av Mercedes-Benz 300 SL och på gatuversionen 1954. År 1939, fjorton år innan Mercedes lanserade sin måsvingedörr, lanserades portes papillion, fjärilsdörren, på Jean Bugattis prototypbil Type 64. Eftersom den aldrig kom ut på marknaden brukar den dock inte räknas in i måsvingens historia.[källa behövs]

## Bilar med måsvingsdörrar

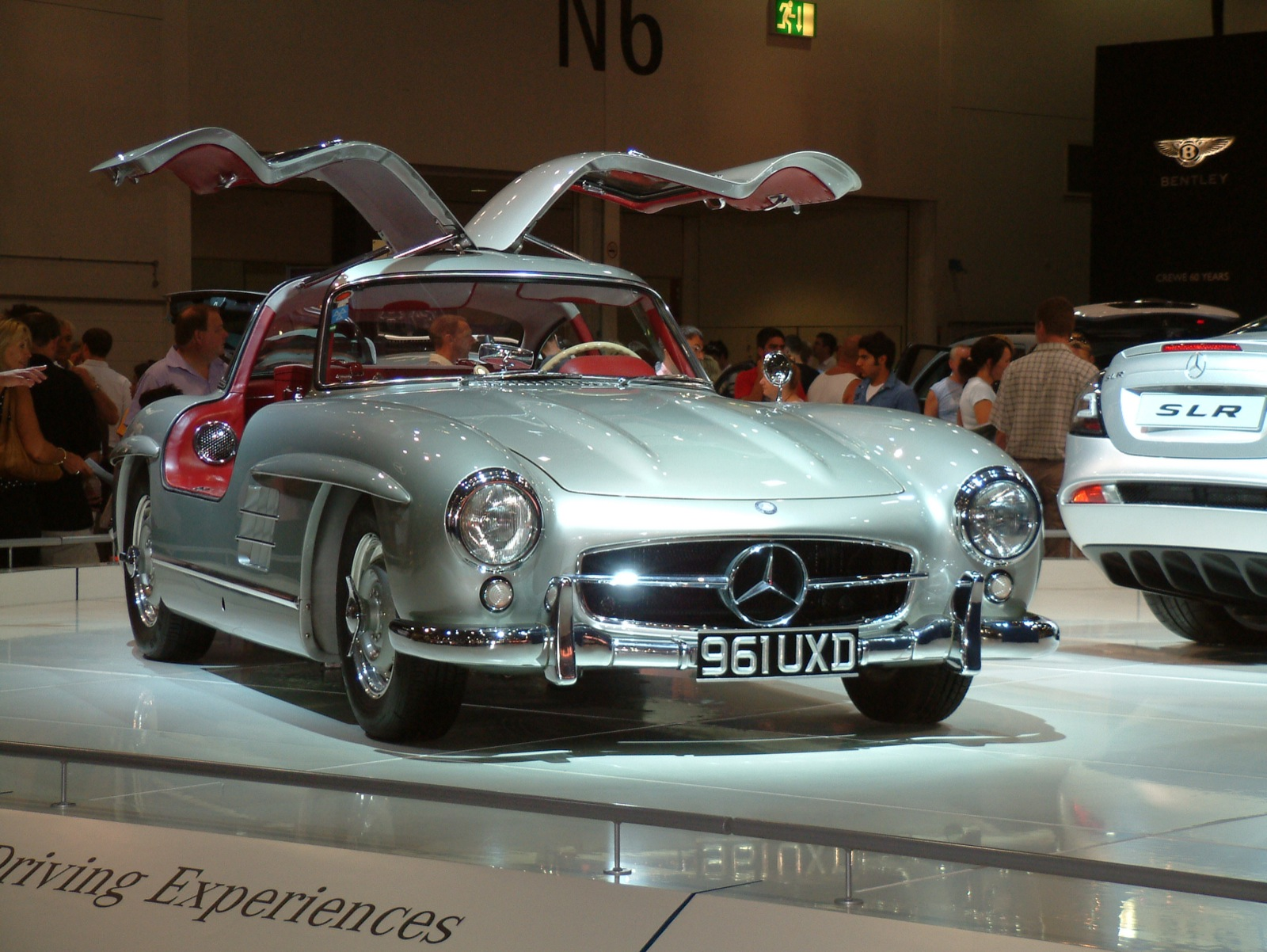
Mercedes-Benz 300 SL med öppna måsvingedörrar

## Bilar med måsvingsdörrar[2]
- Autozam AZ-1 (Suzuki Cara)
- Bricklin SV-1
- Bristol Fighter
- DeLorean DMC-12
- Gumpert Apollo
- Hofstetter Turbo
- Isdera Commendatore 112i
- Melkus RS 1000
- Melkus RS 2000
- Mercedes-Benz 300 SL
- Mercedes-Benz SLS AMG
- Pagani Huayra
- Saab Blue Spirit
- (NSU) Thurner RS
- Tesla Model X

## Galleri

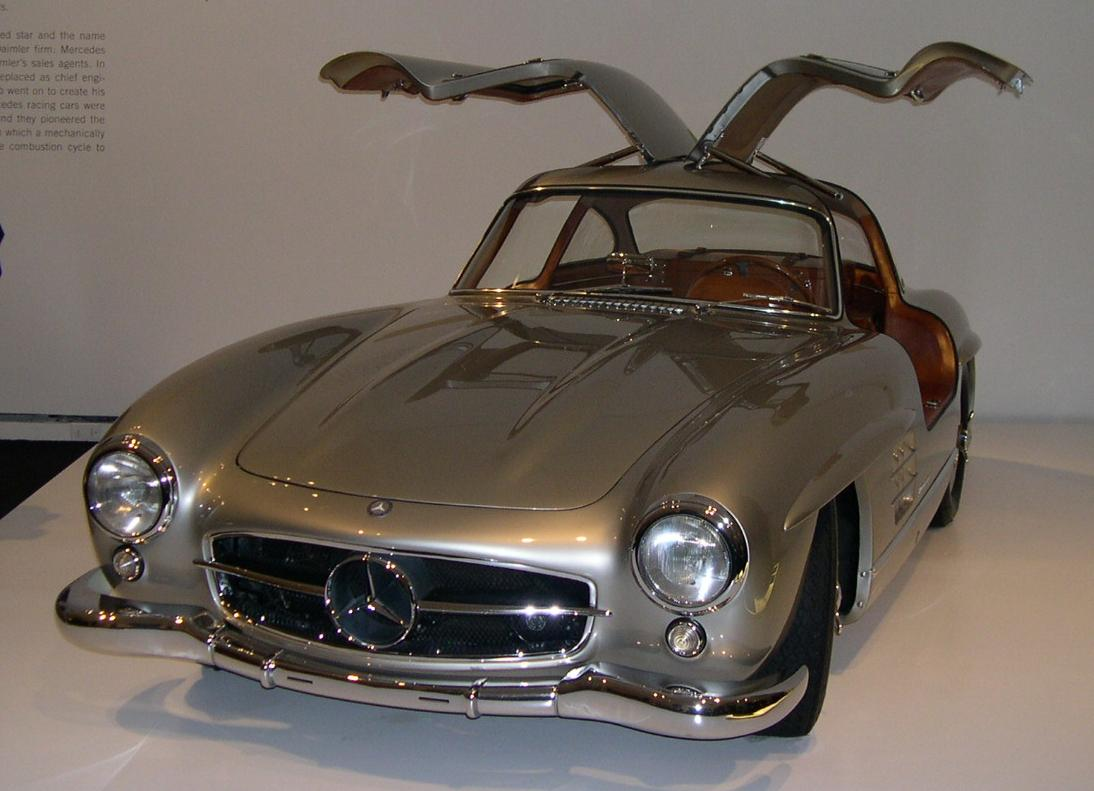
Mercedes-Benz 300 SL
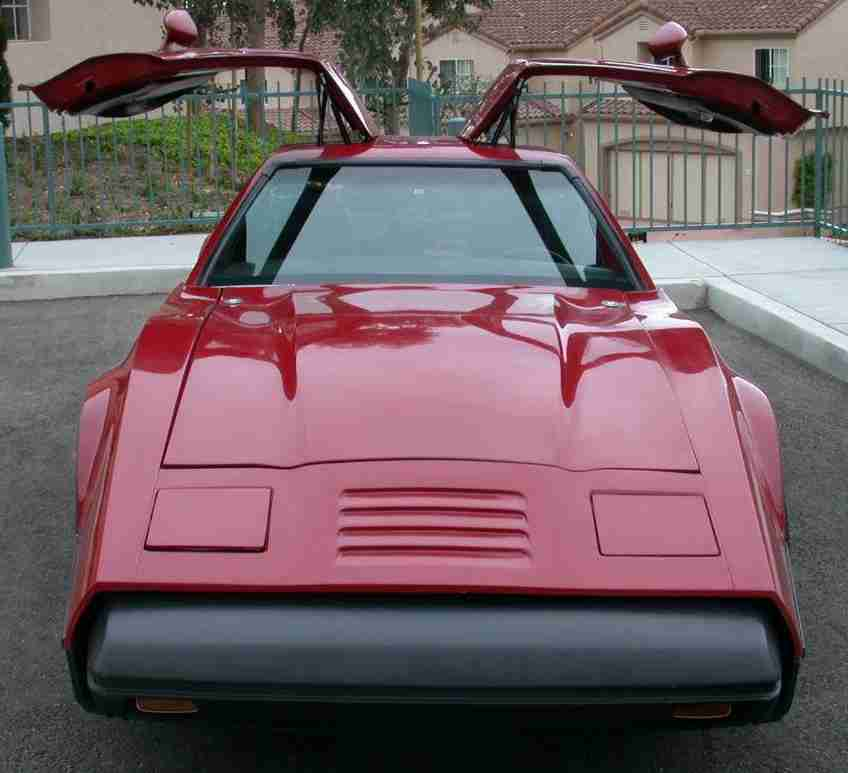
Bricklin SV-1
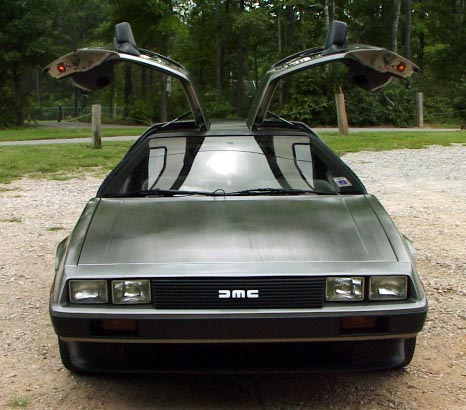
DeLorean DMC-12
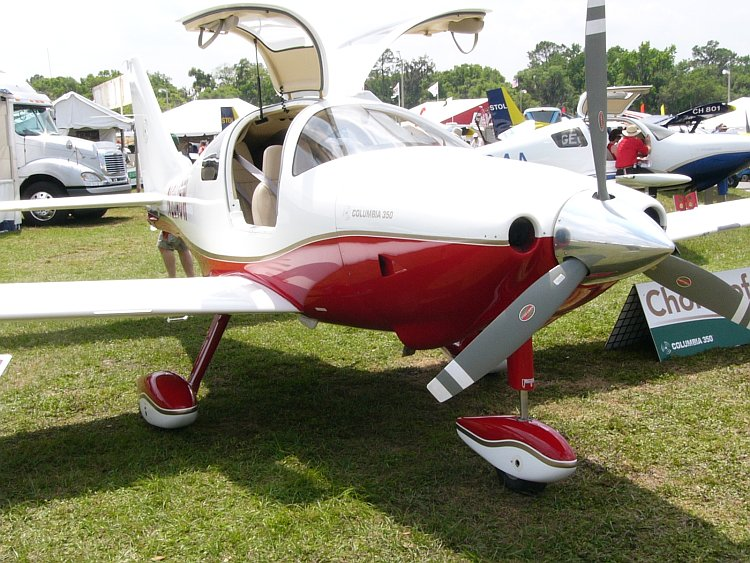
Cessna 350